# 대응 분석
대응 분석(Correspondence analysis, CA)은 허먼 오토 하틀리(Herman Otto Hartley, Hirschfeld)가 제안하고 나중에 장 폴 벤제크리(Jean-Paul Benzécri)가 개발한 다변량 통계 기법이다. 개념적으로 주성분 분석과 유사하지만 연속형 데이터가 아닌 범주형 데이터에 적용된다. 주성분 분석과 유사한 방식으로, 이는 일련의 데이터를 2차원 그래픽 형식으로 표시하거나 요약하는 수단을 제공한다. 그 목적은 데이터 테이블의 다변량 설정에 숨겨진 모든 구조를 행렬도(biplot)에 표시하는 것이다. 따라서 이는 다변량 안수 분야의 기술이다. 여기에 설명된 CA 변형은 행이나 열에 초점을 맞춰 적용될 수 있으므로 실제로는 단순(대칭) 대응 분석이라고 불러야 한다.